# Oecanthus
Oecanthus é um género de insecto da família Gryllidae.
Este género contém 78 espécies:
- Oecanthus adyeri Otte & Alexander, 1983
- Oecanthus alexanderi Walker, 2010
- Oecanthus allardi Walker & Gurney, 1960
- Oecanthus angustus Chopard, 1925
- Oecanthus antennalis Liu, Yin & Xia, 1994
- Oecanthus argentinus Saussure, 1874
- Oecanthus bakeri Collins & van Den Berghe, 2014
- Oecanthus belti Collins & van Den Berghe, 2014
- Oecanthus bilineatus Chopard, 1937
- Oecanthus brevicauda Saussure, 1878
- Oecanthus burmeisteri Saussure, 1877
- Oecanthus californicus Saussure, 1874
- Oecanthus capensis Saussure, 1878
- Oecanthus celerinictus Walker, 1963
- Oecanthus chopardi Uvarov, 1957
- Oecanthus comma Walker, 1967
- Oecanthus comptulus Karsch, 1893
- Oecanthus confluens
- Oecanthus decorsei Chopard, 1932
- Oecanthus discoloratus Fitch, 1856
- Oecanthus dissimilis Toms & Otte, 1988
- Oecanthus dulcisonans Gorochov, 1993
- Oecanthus euryelytra Ichikawa, 2001
- Oecanthus exclamationis Davis, 1907
- Oecanthus filiger Walker, 1871
- Oecanthus forbesi Titus, 1903
- Oecanthus fultoni Walker, 1962
- Oecanthus fuscipes Fitch, 1856
- Oecanthus galpini Toms & Otte, 1988
- Oecanthus henryi Chopard, 1936
- Oecanthus immaculatus Bruner, 1906
- Oecanthus indicus Saussure, 1878
- Oecanthus jamaicensis Walker, 1969
- Oecanthus karschi Chopard, 1932
- Oecanthus laricis Walker, 1963
- Oecanthus latipennis Riley, 1881
- Oecanthus leptogrammus Walker, 1962
- Oecanthus lineolatus Saussure, 1897
- Oecanthus longicauda Matsumura, 1904
- Oecanthus macer Karsch, 1893
- Oecanthus major Walker, 1967
- Oecanthus mhatreae Collins & Coronado González, 2019
- Oecanthus minutus Saussure, 1878
- Oecanthus nanus Walker, 1967
- Oecanthus neofiliger Toms & Otte, 1988
- Oecanthus neosimilis Toms & Otte, 1988
- Oecanthus nigricornis Walker, 1869
- Oecanthus niveus (De Geer, 1773)
- Oecanthus oceanicus He, 2018
- Oecanthus pallidus Zefa, 2012
- Oecanthus pellucens (Scopoli, 1763)
- Oecanthus peruvianus Walker, 1869
- Oecanthus pictipes Rehn, 1917
- Oecanthus pictus Milach & Zefa, 2015
- Oecanthus pini Beutenmüller, 1894
- Oecanthus prolatus Walker, 1967
- Oecanthus pseudosimilis Otte, 1988
- Oecanthus quadripunctatus Beutenmüller, 1894
- Oecanthus rectinervis Chopard, 1932
- Oecanthus rileyi Baker, 1905
- Oecanthus rohiniae Collins & Coronado González, 2021
- Oecanthus rubromaculatus Zefa, 2022
- Oecanthus rufescens Serville, 1838
- Oecanthus rufopictus Chopard, 1932
- Oecanthus salvii Collins, 2020
- Oecanthus similator Ichikawa, 2001
- Oecanthus similis Chopard, 1932
- Oecanthus sinensis Walker, 1869
- Oecanthus socians Otte, 1988
- Oecanthus sycomorus Toms & Otte, 1988
- Oecanthus symesi Collins & van Den Berghe, 2014
- Oecanthus tenuis Walker, 1869
- Oecanthus texensis Symes & Collins, 2013
- Oecanthus turanicus Uvarov, 1912
- Oecanthus valensis Milach & Zefa, 2016
- Oecanthus varicornis Walker, 1869
- Oecanthus walkeri Collins & Symes, 2012
- Oecanthus zhengi Xie, 2003